# Aulacospermum popovii
Aulacospermum popovii là một loài thực vật có hoa trong họ Hoa tán. Loài này được (Korovin) Klyuikov, Pimenov & V.N.Tikhom. mô tả khoa học đầu tiên năm 1976.